# Силва де Гоис, Родриго
Родри́го Си́лва де Го́ис (порт.-браз. Rodrygo Silva de Goes, бразильский португальский: [ʁoˈdɾigu ˈsiwvɐ dʒi gɔjs]; род. 9 января 2001, Озаску, Сан-Паулу), или же просто Родри́го (порт.-браз. Rodrygo) — бразильский футболист, нападающий клуба «Реал Мадрид» и сборной Бразилии.

## Клубная карьера

### «Сантос»
Уроженец Озаску (штат Сан-Паулу), Родриго выступал за футбольную академию «Сантоса» с 10-летнего возраста, изначально за команду по футзалу. В марте 2017 года главный тренер «Сантоса» Доривал Жуниор вызвал Родриго на матч Кубка Либертадорес против перуанского клуба «Спортинг Кристал».
21 июля 2017 года Родриго подписал первый в своей карьере профессиональный контракт сроком на пять лет. 1 ноября 2017 года временно исполняющий обязанности главного тренера «Сантоса» Элано перевёл Родриго в основной состав.
4 ноября 2017 года Родриго дебютировал в основном составе «Сантоса» в матче бразильской Серии А против клуба «Атлетико Минейро». 25 января 2018 года забил первый гол в своей профессиональной карьере, поразив ворота «Понте-Прета» на последних минутах матча в рамках Лиги Паулиста, благодаря чему его команда одержала победу со счётом 2:1.
1 марта 2018 года Родриго дебютировал в Кубке Либертадорес в матче против перуанского клуба «Реал Гарсиласо». На тот момент ему было 17 лет и 50 дней; таким образом, он стал самым молодым игроком «Сантоса» в Кубке Либертадорес. 15 марта 2018 года Родриго забил свой первый мяч в Кубке Либертадорес в матче против уругвайского клуба «Насьональ» на стадионе «Пакаэмбу». Он стал самым молодым бразильцем, забивавшим в Кубке Либертадорес (на тот момент ему было 17 лет, 2 месяца и 6 дней).
14 апреля 2018 года Родриго забил свой первый мяч в бразильской Серии А в матче против «Сеары».

### «Реал Мадрид»
15 июня 2018 года «Реал Мадрид» объявил о достижении соглашения по трансферу Родриго, согласно которому юный бразилец перейдёт в испанский клуб в июле 2019 года. Сумма трансфера составила 45 млн евро. 25 сентября 2019 года дебютировал за «Реал», выйдя на замену вместо Винисиуса Жуниора на 71-й минуте домашнего матча чемпионата Испании против «Осасуны» (2:0). Через минуту после появления на поле с передачи Каземиро забил первый мяч за мадридский клуб, став первым футболистом, родившимся в XXI веке, забившим за «Реал».
6 ноября 2019 года в возрасте 18 лет и 301 дня Родриго отметился хет-триком в матче Лиги чемпионов против «Галатасарая». Он стал первым футболистом, родившимся в XXI веке, который сделал хет-трик в Лиге чемпионов.
30 апреля 2022 года, в 34-м туре Ла Лиги, Родриго забил два мяча в матче против «Эспаньола», позволив своей команде оформить досрочное чемпионство, а 17 апреля 2022 года, в гостевом матче 32-го тура Ла Лиги против «Севильи», своим выходом на замену кардинально изменил ход игры: сначала сократил преимущество до одного мяча при счёте 2:0, на 50-й минуте отметившись голом с передачи Дани Карвахаля, а также отдал результативную передачу на победный гол Карима Бензема на 90-й минуте, что сделало «сливочных» на шаг ближе к досрочному чемпионству. Родриго стал протагонистом данной ремонтады: команда, проигрывая 2:0, закончила поединок триумфальным образом благодаря индивидуальным действиям бразильца. 4 мая 2022 года в полуфинальном ответном матче против «Манчестер Сити» в рамках Лиги чемпионов за две минуты в самой концовке матча отличился дублем, что помогло вывести матч в дополнительное время и одержать победу. «Сливочные» вышли в финал турнира, где со счётом 1:0 обыграли «Ливерпуль».
В июне 2023 года, после ухода Марко Асенсио, сменил свой 21-й игровой номер на 11-й.

## Карьера в сборной

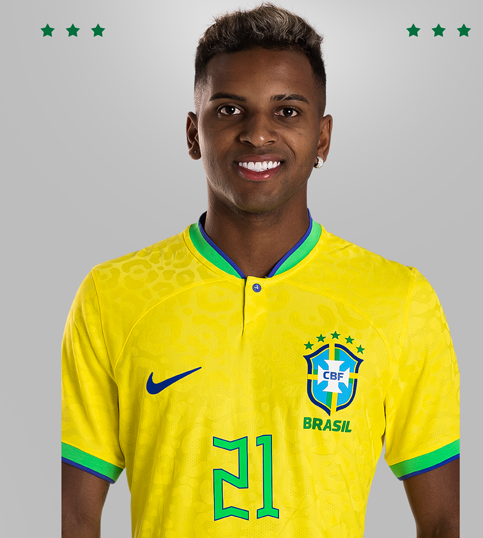
Родриго в составе сборной Бразилии

В марте 2017 года Родриго получил вызов в сборную Бразилии до 17 лет на матчи турнира Монтегю. На турнире забивал в ворота сборных Дании, Камеруна и США.
В ноябре 2019 года впервые был вызван в национальную сборную Бразилии для участия в «Суперкласико де лас Америкас» против сборной Аргентины в Эр-Рияде. 15 ноября дебютировал за сборную, выйдя на замену на 71-й минуте вместо Виллиана, Бразилия уступила Аргентине 0:1. 19 ноября в Абу-Даби сыграл второй матч за сборную, выйдя на замену вместо Габриэла Жезуса за две минуты до конца товарищеского матча с Республикой Корея (3:0).
7 ноября 2022 года Родриго вошёл в состав сборной на Чемпионат мира 2022 года.

## Статистика
| Клуб             | Сезон            | Лига | Лига | Кубок страны | Кубок страны | Континент. турниры | Континент. турниры | Прочие | Прочие | Всего | Всего |
| Клуб             | Сезон            | Игры | Голы | Игры         | Голы         | Игры               | Голы               | Игры   | Голы   | Игры  | Голы  |
| ---------------- | ---------------- | ---- | ---- | ------------ | ------------ | ------------------ | ------------------ | ------ | ------ | ----- | ----- |
| Сантос           | 2017             | 2    | 0    | 0            | 0            | 0                  | 0                  | 0      | 0      | 2     | 0     |
| Сантос           | 2018             | 35   | 8    | 3            | 0            | 8                  | 1                  | 12     | 3      | 58    | 12    |
| Сантос           | 2019             | 4    | 1    | 6            | 3            | 0                  | 0                  | 10     | 1      | 20    | 5     |
| Сантос           | Итого            | 41   | 9    | 9            | 3            | 8                  | 1                  | 22     | 4      | 80    | 17    |
| Реал Мадрид      | 2019/20          | 19   | 2    | 1            | 1            | 5                  | 4                  | 1      | 0      | 26    | 7     |
| Реал Мадрид      | 2020/21          | 22   | 1    | 0            | 0            | 11                 | 1                  | 0      | 0      | 33    | 2     |
| Реал Мадрид      | 2021/22          | 33   | 4    | 3            | 0            | 11                 | 5                  | 2      | 0      | 49    | 9     |
| Реал Мадрид      | 2022/23          | 34   | 9    | 6            | 4            | 12                 | 5                  | 5      | 1      | 57    | 19    |
| Реал Мадрид      | 2023/24          | 34   | 10   | 2            | 1            | 13                 | 5                  | 2      | 1      | 51    | 17    |
| Реал Мадрид      | 2024/25          | 29   | 6    | 4            | 0            | 14                 | 6                  | 2      | 2      | 49    | 14    |
| Реал Мадрид      | Итого            | 171  | 32   | 16           | 6            | 66                 | 26                 | 12     | 4      | 265   | 68    |
| Всего за карьеру | Всего за карьеру | 212  | 41   | 25           | 9            | 74                 | 27                 | 34     | 8      | 345   | 85    |

## Достижения

### Командные
«Реал Мадрид»
- Чемпион Испании (3): 2019/20, 2021/22,  2023/24
- Обладатель Кубка Испании: 2022/23
- Обладатель Суперкубка Испании (3): 2019/20, 2021/22, 2023/24
- Победитель Лиги чемпионов УЕФА (2): 2021/22, 2023/24
- Обладатель Суперкубка УЕФА (2): 2022, 2024
- Победитель Клубного чемпионата мира: 2022
- Обладатель Межконтинентального кубка: 2024

### Личные
- Лучший новичок Лиги Паулиста: 2018[28]